# Нервених
Нервених (њем. Nörvenich) општина је у њемачкој савезној држави Северна Рајна-Вестфалија. Једно је од 15 општинских средишта округа Дирен. Према процјени из 2010. у општини је живјело 11.104 становника. Посједује регионалну шифру (AGS) 5358052.

## Географски и демографски подаци
Нервених се налази у савезној држави Северна Рајна-Вестфалија у округу Дирен. Општина се налази на надморској висини од 110 метара. Површина општине износи 66,2 km². У самом мјесту је, према процјени из 2010. године, живјело 11.104 становника. Просјечна густина становништва износи 168 становника/km².